# Atentados del 13 de julio de 2018
Los atentados del 13 de julio de 2018, se refieren a los hechos ocurridos antes de las elecciones generales, se produjeron dos atentados en los mítines electorales de Bannu y Mastung. En Bannu, una bomba explotada remotamente en una motocicleta dejó 5 personas muertas y otras 37 heridas en un intento fallido de asesinar al ex primer ministro de Khyber Pakhtunkhwa, Akram Khan Durrani. Ittehad-ul-Mujahideen, una organización extremista, se atribuyó la responsabilidad del ataque.
En Mastung, un atacante suicida se inmoló durante un mitin de Siraj Raisani, del Partido Awami de Baluchistán, hermano del ex primer ministro de Baluchistán, Aslam Raisani. Uno de los ataques terroristas más mortíferos en la historia de Pakistán, mató a 149 personas e hirió a otras 186. Siraj fue llevado al hospital en estado crítico y murió de lesiones. El Estado Islámico de Irak y el Levante (ISIL) se atribuyó la responsabilidad del evento y nombró al terrorista suicida como Abu Bakar al-Pakistani, aunque las autoridades lo identificaron como Hafeez Nawaz de Abbottabad.

## Desarrollo
Poco después de la emboscada de Peshawar, la Autoridad Nacional Contra el Terrorismo (NACTA) envió 12 amenazas a los ministerios federales y provinciales del interior, luego de lo cual el presidente del comité Rahman Malik dirigió a las autoridades para mejorar la seguridad de los políticos nombrados por NACTA. En su informe, NACTA nombró a seis políticos que pueden ser atacados. La lista incluía Durrani. Los otros cinco políticos incluyeron al presidente de Pakistán Tehreek-e-Insaf (PTI) Imran Khan, los líderes del Partido Nacional Awami Asfandyar Wali y Ameer Haider Khan Hoti, el líder del Partido Qaumi Watan Aftab Sherpao y el hijo de Hafiz Saeed Talha Saeed. También sugirió que los miembros de PML-N y Pakistan Peoples Party (PPP) estaban bajo amenaza.
Siraj Raisani era un miembro prominente del Partido Awam de Baluchistán (BAP) y debía disputar las próximas elecciones del PB-35. Hermano del ex primer ministro de Baluchistán Aslam Raisani, Siraj se ha desempeñado como presidente de Muttahida Mahaz Balochistan (MMB), fundado por su padre. Se fusionó MMB en el BAP el 3 de junio de 2018. En julio de 2011, Raisani sobrevivió a un intento de asesinato después de arrojarle granadas. En la emboscada, su hijo Hakmal Raisani fue asesinado.
Akram Khan Durrani se desempeñó como primer ministro de KPK de 2002 a 2007 y está impugnando las elecciones de 2018 de NA-35 (Bannu) contra el presidente del Movimiento de Justicia de Pakistán, Imran Khan. Líder de Muttahida Majlis-e-Amal, Durrani fue nombrado ministro de Vivienda y Obras por el presidente de Pakistán, Mamnoon Hussain, por consejo del primer ministro Nawaz Sharif, el 29 de agosto de 2013. El ataque actual sigue a dos intentos fallidos previos de asesinarlo, uno en 2015 y otro en 2007.

## Respuestas
Antes de la llegada de los equipos de rescate, las personas llevaban a los heridos al hospital en taxis. Las ambulancias llevaron a los sobrevivientes al hospital civil de Quetta, donde el gobierno provincial impuso el estado de emergencia. 73 cuerpos fueron primero transportados al hospital. Más tarde, Shamim Akhtar, un funcionario del hospital, declaró que estaban tratando a 110 víctimas que se les presentaron. El secretario de la Autoridad de Transfusión de Sangre Sindh (SBTA), Zahid Ansari, pidió a los bancos de sangre que proporcionen 1000 bolsas de sangre para las víctimas de la explosión de Mastung. Ansari fue contactado por el Departamento de Salud de Balochistan, e instó a los ciudadanos de Karachi a donar sangre, y luego los mensajes móviles que pedían la donación de sangre comenzaron a circular en Karachi. El 14 de julio de 2018, el hospital civil de Quetta se desbordó debido al exceso de pacientes. Las camas en el hospital no fueron necesarias y muchos pacientes fueron tratados en el pasillo del hospital
Al día siguiente de los ataques, se registró un Primer Informe de Información (FIR) contra el bombardeo de Bannu en la estación de policía de Haved. La FIR incluyó cargos de terrorismo. El primer ministro interino del KPK, Dost Muhammad Khan, formó un Equipo Conjunto de Investigación (JIT) de siete miembros para investigar el bombardeo de Bannu y detener a los atacantes. 86 equipos de policías fronterizos que contenían 3338 agentes de seguridad se colocaron en toda la provincia y otros 500 oficiales de Azad Cachemira fueron convocados para desplegarse en la región..
Anteriormente, la Comisión Electoral de Pakistán (ECP) buscó un informe de NACTA sobre el bombardeo de Bannu y también buscó un informe del conserje CM, IG y el secretario en jefe de KPK sobre la seguridad inadecuada de los políticos. Después del incidente de Mastung, ECP ordenó que el coordinador de NACTA comparezca ante él al día siguiente. ECP declaró 17,000 centros de votación en todo el país como sensibles. Estos incluyeron a 5,487 de Punjab, 5,878 de Sindh, 3,874 de KPK y 1,768 de Balochistan..